# Le Pied-bot
Le Pied-bot est un tableau du peintre baroque espagnol José de Ribera, réalisé en 1642. Il est conservé au musée du Louvre.

## Description
Le tableau représente un enfant mendiant, affligé d'une infirmité. Le titre donné par le musée du Louvre suggère qu'il pourrait souffrir d'un pied-bot ; toutefois, il est établi qu'il souffre plus vraisemblablement d'une hémiplégie.